# Livestream
Livestream, conosciuto prima come Mogulus, è un sito di video in diretta via web che permette agli utenti di vedere e trasmettere contenuti video in diretta.
Fu fondato nel 2007 da Max Haot, Dayananda Nanjundappa, Phil Worthington, e Mark Kornfilt.
Offre un servizio gratuito di base e uno premium a pagamento per professionisti.
Livestream dà anche l'opportunità di trasmettere in wireless HD tramite un dispositivo chiamato Livepack.
Nel settembre 2009 ha iniziato a fornire pagine di canali preimpostate per eventi video speciali come concerti.
Queste pagine integrano una chat dal vivo, Twitter e Facebook.